# اوستاتیوس
اوستاتیوس یا اِوستاتی متسخِتِلی (به گرجی: ევსტათი მცხეთელი) یکی از کسانی است که توسط کلیسای ارتدکس شرقی، در زمرهٔ قدیسان شمرده شده‌است. او به دلیل تغییر دین از زرتشت به مسیحیت، در سال ۵۵۰ میلادی توسط مقامات نظامی ساسانیان در کارتلی اعدام شده‌است.